# 小田切昌香
小田切 昌香（おだぎり まさか）は、江戸時代中期の御家人。

## 経歴・人物
宝永2年11月29日（1706年1月13日）、兄・昌能の養子として家督を継ぐ。享保8年（1723年）、25歳にて夭折。